# Hugo Porfírio
Hugo Cardoso Porfírio (nacido el 28 de septiembre de 1973 en Lisboa) es un exjugador portugués de fútbol.

## Biografía
Porfírio jugó para el Sporting de Lisboa, desde joven y fue parte del primer equipo en la temporada 1992/93. En su primera temporada fue sustituto y la siguiente fue cedido al Tirsense (1994/95). En la siguiente temporada también fue cedido, al União Desportiva de Leiria. Volvió al Sporting en la temporada 1996/97 y durante la temporada fue cedido al West Ham United. La siguiente temporada jugó en el Real Racing Club de Santander y después jugó para el SL Benfica en la temporada 1998/99. Esa misma temporada fue cedido al Nottingham Forest inglés y jugó únicamente tres partidos. Volvió en la temporada 1999/00 al Benfica y fue cedido al Marítimo la siguiente temporada. Los siguientes años los jugó en el SL Benfica B, el 1 º Dezembro, el Oriental y el Al-Nasr, equipo en el que se encuentra actualmente.
Jugó en tres ocasiones con la selección portuguesa siendo jugador del União de Leiria. Su debut lo hizo ante la selección de la República de Irlanda, en Dublín, el 29 de mayo de 1996. Jugó también los Juegos Olímpicos de Atlanta 1996 donde finalizó en cuarta plaza, el mejor resultado de la historia.